# Wendell Ladner
Wendell Ladner (ur. 6 października 1948, zm. 24 czerwca 1975 w katastrofie samolotu) – amerykański koszykarz z University of Southern Mississippi, grał w lidze ABA 5 sezonów.

## Osiągnięcia
ABA
- Lider play-off w liczbie celnych rzutów za 3 punkty (1973)[1]